# Schiff Béla
Schiff Béla (Temesvár, 1897. március 10. – Temesvár, 1950. szeptember 18.) temesvári magyar újságíró, helytörténész, műfordító.

## Életútja, munkássága
Középiskoláit szülővárosában végezte, majd a kolozsvári egyetemen filozófiát hallgatott. Főiskolai tanulmányait azonban megszakította, s újságíró lett Temesváron. 1918-ban a Délmagyarország örökébe lépő, keresztényszocialista irányvételű napilap, a Temesvári Újság és társlapja, a Die Zeit (utóbb Der Morgen) egyik megindítója és munkatársa 1920 nyaráig, amikor a csanádi püspökség a lapot eladta. Ekkor Bukarestben engedélyt szerzett új napilap indítására (Bánsági Hírlap címmel), de a helyi hatóságok lehetetlenné tették megjelentetését. 1921–22-ben A Hét vasárnapi hetilap felelős szerkesztője és tulajdonosa, 1921 októberétől 1924-ig a Szociális Missziótársulat Ifjúság c. képes folyóirata, 1933-ban a hetenként megjelenő Katolikus Munkáslap felelős szerkesztője. Közben különböző magyar és német nyelvű lapok – Schwäbische Volkpresse, Bánáti Hírlap, Temesvári Hírlap, Toll – szerkesztőségeiben dolgozott, s több erdélyi újságnak volt a bánsági tudósítója. Az 1920–30-as években a Temeswarer Zeitung belső munkatársa, szerkesztője, riportere, majd a nagyváradi Erdélyi Lapok temesvári munkatársa.
Az 1930-as években az erdélyi Pázmány Péter Társaság tagja. A második világháború éveiben a Magyar Népközösség bánsági szervezetének hivatalnoka volt; rendezte és katalogizálta a temesvári Magyar Ház könyvtárát. 1944-ben a Târgu Jiu-i internálótábor 44. sz. barakkjának foglya, ahol közreműködött a Rab Szocialista egypéldányos lap létrehozásában.

## Kötetei
- May Károly: Feltámadás (fordítás, Temesvár, 1922);
- Die 150-jährige Temeswar–Josefstädter Pfarre (Temesvár, 1925);
- Die letzte Belagerung Temesvárs (Temesvár, 1929);
- Unser Alt-Temesvár (Temesvár, 1937);
- A Temesburg név a történelem tükrében (Lugos, 1941);
- Régi idők, régi emberek (Kolozsvár, 1941).